# ۱۵۲ (پیش از میلاد)
۱۵۲ (پیش از میلاد) ۱۵۲مین سال قبل از تقویم میلادی است.